# بایان‌جورخ (خوفسگول)
بایان‌جورخ (به زبان مغولی: Баянзүрх сум، [Bajanzürx sum]؛ ᠪᠠᠶᠠᠨ ᠵᠢᠷᠦᠬᠡ ᠰᠤᠮᠤ، [bayan jirüke sumu]) یک شهرستان (سُوم) در مغولستان است که در استان خووسگول واقع شده‌است.

## تقسیمات اداری
شهرستان بایان‌جورخ متشکل از ۵ قصبه (باغ) می‌باشد، شامل:
- آغار (مغولی: Агар баг، [Agar bag]؛ ᠠᠭᠠᠷᠤ ᠪᠠᠭ، [aɣaru baɣ])
- اِمت (مغولی: Эмт баг، [Emt bag]؛ ᠡᠮᠡᠲᠦ ᠪᠠᠭ، [emetü baɣ])
- بِلتِس (مغولی: Бэлтэс баг، [Beltes bag]؛ ᠪᠡᠯᠲᠡᠰ ᠪᠠᠭ، [beltes baɣ])
- توم (مغولی: Тоом баг، [Toom bag]؛ ᠲᠣᠭᠤᠮ ᠪᠠᠭ، [toɣum baɣ])
- خایس (مغولی: Хайс баг، [Xajs bag]؛ ᠬᠠᠶᠢᠰᠣ ᠪᠠᠭ، [qayisu baɣ])